# Zhao Erfeng
Zhao Erfeng (1845 -  1911) was een hoge Chinese militaire bevelhebber en bestuurder tijdens de nadagen van de Qing-dynastie. Hij is voornamelijk bekend vanwege zijn activiteiten in Kham, waar hij in 1905 een opstand neersloeg om er vervolgens met harde hand een direct Chinees bestuur te vestigen. In 1907 werd hij tevens (waarnemend) gouverneur-generaal van de provincie Sichuan. Daar werd hij medio 1908 opgevolgd door zijn oudere broer Zhao Erxun (1844 – 1927), die in april 1911 weer plaats maakte voor Zhao Erfeng zelf. In december van datzelfde jaar werd hij door republikeinse opstandelingen in Sichuan gedood.

## Afkomst en loopbaan in Shanxi
Zhao Erfeng werd in 1845 geboren in Xiangping (襄平), het huidige Liaoyang in de provincie Liaoning. Hij was een Han-Chinees en kwam uit een vooraanstaande familie van ambtenaren die tot de Chinese blauwe vendel behoorde die oorspronkelijk uit Mantsjoerije kwam. Hij was de derde zoon van Zhao Wenying (趙文穎), die in de provincie Shandong achtereenvolgens districtsmagistraat (zhixian, 知縣) was van Mengyin (蒙陰), Yangxin (陽信), Shanghe (商河) en Yanggu (陽穀), waar hij omkwam tijdens de Taipingopstand. 
Zhao Erfeng had twee oudere broers, Zhao Erzhen (趙爾震, 1842-1899) en Zhao Erxun (1844-1927) en een jongere broer, Zhao Ercui (趙爾萃, 1851-1917), die allen jinshi waren, dragers van de hoogste graad die binnen het stelsel van ambtenarenexamens kon worden behaald. Zhao Erfeng slaagde niet voor de ambtenarenexamens, maar kon toch een ambtelijke loopbaan beginnen dankzij steun van Xiliang (錫良, 1853 – 1917), toen een hoge functionaris in en vanaf 1900 gouverneur van de provincie Shanxi. In 1884 werd Zhao Erfeng benoemd tot districtsmagistraat (zhixian, 知縣) van Jingle (靜樂縣) in Xinzhou en in 1888 van Yongji, beide in Shanxi. Toen Xiliang in 1903 werd benoemd tot gouverneur-generaal van Sichuan volgde Zhao Erfeng hem naar die provincie.

## Loopbaan in Sichuan
Na zijn aankomst in Sichuan in 1903 werd Zhao Erfeng intendant (daotai, 道臺) van het grensdistrict (dao, 道, circuit) van Yongning (永寧道). Dat district lag in het zuidoosten van Sichuan en grensde aan de provincies Yunnan en Guizhou. Hij beëindigde daar door militair ingrijpen een onderlinge strijd die gaande was tussen geheime genootschappen. Vervolgens werd hij intendant van het zuidwestelijk grensdistrict Jianchang (建昌道) met bestuurszetel Ya'an in de nabijheid van de grens met Kham. Dit district werd bewoond door de Yi, die toen ook bekend stonden als Lolo (倮倮).

## Achtergrond
In 1720 verdreef een Chinees leger de Mongoolse stam van de Dzjoengaren uit Lhasa. Dat is de aanvang van de periode van het Chinese protectoraat over Tibet. In 1724 wordt het oostelijk deel van Kham - ongeveer 2/3 deel van het gehele gebied - politiek en administratief onderdeel gemaakt van de provincie Sichuan. Het westelijk deel van Kham - ongeveer 1/3 deel van het gebied - werd onderdeel van Centraal-Tibet en werd verondersteld bestuurd te worden vanuit Lhasa. In de tweede helft van de negentiende eeuw is het Chinees gezag in zowel  Centraal-Tibet als Kham geërodeerd.
Na de Britse Veldtocht in Tibet in1903 en 1904 was de Chinese regering ervan overtuigd, dat de Britten ieder moment Tibet tot een Brits protectoraat zouden kunnen maken, zoals bijvoorbeeld met Bhutan en Sikkim was gebeurd of zelfs een volgende invasie zouden kunnen ondernemen die rechtstreeks China zou kunnen betreffen. De enige manier om dat te voorkomen was opnieuw autoriteit over Tibet uit te oefenen. De eerste stap was om de situatie in Kham te gaan controleren.

## Periode in Kham
In 1904 begon China dit programma uit te voeren. In Batang werd regelgeving van kracht die het aantal monniken in kloosters beperkte en de intrede van nieuwe monniken verbood. Er werd tevens een stuk grond gegeven aan een groep Franse missionarissen. Dit leidde tot een opstand van monniken, waarbij een aantal katholieke priesters werd gedood en Batang in handen van de opstandige monniken viel.
In reactie hierop werd een legerkorps uit Sichuan naar het gebied gezonden. Het leger dat onder bevel stond van Ma Weiqi (馬維騏, 1846-1910) en Zhao Erfeng nam Batang weer in en verwoestte het klooster geheel. Zhao Erfeng kreeg de opdracht de positie van China in Kham te herstellen en die te consolideren.
Zhao Erfeng was het klassieke voorbeeld van een Han-Chinees die zijn cultuur superieur acht aan die van etnische minderheden. Hij had al weinig achting voor Tibetanen uit Centraal-Tibet; Khampa's zag hij als echte barbaren. Zhao Erfeng zag zijn opdracht dan ook als een beschavingsmissie. Hij vergeleek zijn rol in Kham met die van Britten in Australië, de Fransen in Madagaskar en de Amerikanen in de Filipijnen.
China probeerde ditmaal om Kham onder directe controle te krijgen. Lokale leiders werden nu vervangen door Chinese ambtenaren. Er werden Chinese scholen geopend, kinderen dienden Chinese namen te krijgen, belastingen dienden nu aan een Chinese overheid betaald te worden. Zhao Erfeng probeerde voorts een sinificatie van Kham op gang te krijgen door Chinese boeren aan te moedigen zich in Kham te vestigen. Uiteraard was er aanzienlijk verzet tegen al deze maatregelen. Zhao Erfeng reageerde veelal meedogenloos op dit verzet. De Khampa's noemden hem dan ook Zhao de Slachter. Een deel van Kham werd ondergebracht in een nieuwe administratieve structuur, een district binnen de provincie Sichuan, dat tot 1955 de naam had van Xikang. Een van de gevolgen was het verdwijnen van de min of meer onafhankelijke vorstendommen in Kham, zoals die van het koninkrijk Dergé.

## Opmars naar Lhasa

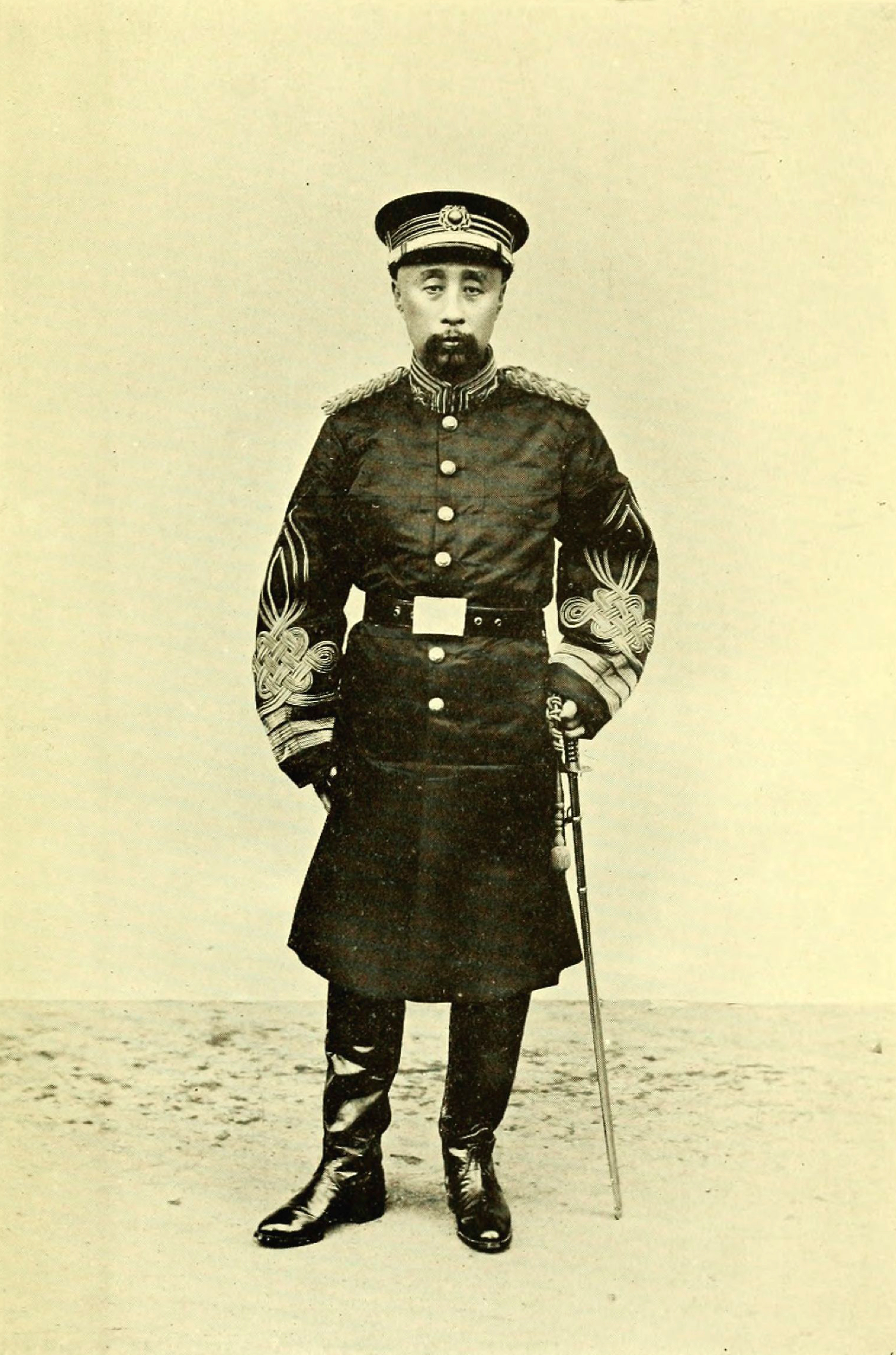
Zhao Erfeng

Het was de bedoeling om na consolidatie van de positie in Kham  op te rukken naar Centraal-Tibet en Lhasa en het Chinese gezag aldaar te herstellen.
Zhao Erfeng werd in maart 1908 tot amban  voor Centraal-Tibet benoemd. In juni 1909 werd hij al van die post ontheven. Een van de redenen was dat hij gedurende die periode nooit in Centraal-Tibet was geweest, omdat hij het nog te druk had met werkzaamheden in Kham en de rest van Sichuan. Eind 1909 begon de opmars van een Chinees leger naar Lhasa met als gevolg een nieuwe vlucht van de dertiende dalai lama in februari 1910. Zhao Erfeng was niet bij de inname van de stad betrokken. Hij had het commando overgedragen aan Zhongying en was teruggekeerd naar Sichuan voor andere werkzaamheden.

## Slachtoffer van de revolutie
In 1911 waren er ernstige conflicten in Sichuan over de controle van een geplande spoorweg die Sichuan met de rest van China zou verbinden. Zhao Erfeng riep troepen op die in Wuchang waren gelegerd. De verzwakte militaire positie in Wuchang werd vervolgens uitgebuit door opstandelingen. De zogenaamde opstand van Wuchang  was dan ook het begin van de Xinhai-revolutie, die een eind zou maken aan de laatste keizerlijke dynastie, de Qing-dynastie.
Tijdens de gevechten werd Zhao Erfeng door de opstandelingen gevangengenomen en onthoofd.
- Gemeinsame Normdatei: 173262732
- International Standard Name Identifier: 0000 0000 6368 1166
- Library of Congress Control Number: n85186780
- Virtual International Authority File: 70369664
- WorldCat: E39PBJyrQXwQyx9MfFT9fPY9Dq